# عزلة الخيس (شبوة)

تعديل مصدري - تعديل

عزلة الخيس هي إحدى عزل مديرية مرخة العليا في محافظة شبوة اليمنية ويبلغ تعداد سكانها 1892 نسمة حسب التعداد السكاني في اليمن لعام 2004.

## روابط خارجية
- الجهاز المركزي للإحصاء بالجمهورية اليمنية
- المركز الوطني للمعلومات باليمن
- World Gazetteer:Yemen
- الدليل الشامل